# Silat
Silat er en ældgammel kampsport, der dækker det sydlige Filippinerne, Malaysia og Indonesien. Silat betyder frit oversat hurtig handling.

## Historisk
Historisk har det fælles rødder med Kali, og dateres tilbage til Sri Vishayan-dynastiet på Sumatra omkring det 5. århundrede. Silat fandt sin nuværende form i 1300-tallet.

## Karakteristika
Indonesisk Silat, kaldet Pençak Silat eller på hollandsk Pentjak Silat, er det mest kendte. Pençak betyder undvigelser og indikerer at kraft ikke skal mødes med kraft ifølge indonesisk kultur. Senere er kraft mod kraft dog kommet til kampkunsten. Der findes en lang række forskellige stilarter, der er ligeså forskellige som de lokalområder, de er udsprunget fra. Nogle har handelsmænd brugt til forsvar mod røvere, andre stilarter bærer præg af spirituelt indhold. Mange stilarter karakteriseres ved nogle lave siddende stillinger, der egner sig til kamp i den tætte og mudrede jungle. Der anvendes alt fra våbenløs kamp, over sværd til vifte.

## Billedgalleri
- To kvindelige deltagere ved mesterskabet i Indonesien 2011
- Seni Silat Melayu
- Pencak Silat Betawi
- Vietnamesisk Pencak Silat
- Singaporeansk pesilat